# 斯蒂特維爾 (紐約州)
斯蒂特維爾（英語：Stittville）是位於美國紐約州奧奈達縣的普查規定居民點。

## 人口
根據2020年美國人口普查的數據，斯蒂特維爾的面積為1.31平方千米，當中陸地面積為1.27平方千米，而水域面積為0.04平方千米。當地共有人口294人，而人口密度為每平方千米224.43人。